# Guvernementet Tiflis
Tiflis (äldre ryska: Тифлисская губернiя) var åren 1846-1917 ett guvernement i generalguvernementet Kaukasus i Kejsardömet Ryssland som styrdes från Tiflis (dagens Tbilisi, huvudstad i Georgien). År 1897 var dess yta 44 607 km² och dess invånarantal 1 051 032. Guvernementet Tiflis upprättades 1848 tillsammans med Kutais, efter att Georgien-Imeretien hade upplösts. 1860 och 1868 användes delar av guvernementet Tiflis för att bilda Elisabetpol och Dagestans oblast. Guvernementets gränser var sedan dessa i 50 år, tills Demokratiska republiken Georgien grundades.

## Administrativ indelning
Guvernementet Tiflis bestod av följande ujezd:
- Tiflis
- Achalkalaki
- Achaltsiche
- Aresj (till Elisabetpol 1868)
- Bortjali
- Elisabetpol (Jelizavetpol; till Elisabetpol 1868)
- Gori
- Kazach (till Elisabetpol 1868)
- Dusjeti
- Signachi
- Telavi
- Tianeti

## Demografi
1897 hade guvernementet 1 051 032 invånare, av vilka cirka 20% bodde i städer. Etniska georgier utgjorde 44,3% av befolkningen, följda av armenier (18,7%), azerer (10,2%), ryssar (inklusive ukrainare och gammaltroende, 9,7%), osseter (6,4%), kaukasiska avarer (3,2%), greker (2,6%), turkar (2,4%), etc. Mer än hälften av befolkningen tillhörde den östortodoxa kristendomen med betydande muslimska, katolska och judiska minoriteter.
- Wikimedia Commons har media som rör Guvernementet Tiflis.